# Кеннельбах
Кеннельбах (нім. Kennelbach) — містечко та громада округу Брегенц в землі Форарльберг, Австрія. Кеннельбах лежить на висоті 430 над рівнем моря і займає площу  3,2 км². Громада налічує 1860 мешканців. Густота населення 581/км².  
Громада лежить в районі, який носить назву Брегенцький ліс. Неподалік розкинулося Боденське озеро. Населення Форальбергу розмовляє алеманським діалектом німецької мови, а тому ближче до швейцарців, ніж до населення більшої частини Австрії, яке розмовляє баварсько-австрійським діалектом. Основною індустрією Форальбергу є спортивний туризм, і кожен населений пункт має розвинуту інфраструктуру: транспорт, готелі тощо. 
|                                     |
| Кеннельбах на мапі округу та землі. |

Бургомістом міста є Ганс Берч. Адреса управління громади: Fr.-Schindler-Str. 1, 6921 Kennelbach.

## Демографія
Історична динаміка населення міста за даними сайту Statistik Austria